# قرارگاه پدافند هوایی خاتم‌الانبیا
قرارگاه پدافند هوایی خاتم‌الانبیا (به‌اختصار: پداجا) قرارگاهی نظامی در ایران است، که زیر نظر ستاد مشترک ارتش فعالیت می‌کند و مسئولیت هماهنگی و بهره‌برداری از فعالیت‌های پدافند هوایی ارتش جمهوری اسلامی ایران و سپاه پاسداران انقلاب اسلامی، همچنین تقویت شبکه یکپارچه فرماندهی و کنترل پدافند هوایی ایران را برعهده دارد.
این قرارگاه در سال ۱۳۷۱ برای هماهنگی واحدهای پدافند هوایی ارتش و سپاه پاسداران آغاز به‌کار کرد و در سال ۱۳۸۷ زیر نظر ستاد مشترک ارتش جمهوری اسلامی ایران قرار گرفت، اما در سال ۱۳۹۸ با مستقل شدن نیروی پدافند هوایی ارتش، به موقعیت بالادستی گذشته بازگردانده شد. در ساختار سازمانی جدید، این قرارگاه هدایت و کنترل عملیاتی یگان‌های پدافند هوایی نیروهای مسلح ایران را برعهده دارد. هم‌اکنون سرتیپ علیرضا صباحی‌فرد فرماندهی قرارگاه پدافند هوایی خاتم‌الانبیا را برعهده دارد.

## تاریخچه
در سال ۱۳۷۱ «قرارگاه پدافند هوایی خاتم‌الانبیا آجا» مسئولیت هماهنگی فعالیت‌های پدافند هوایی ارتش و سپاه را عهده‌دار شد.
قرارگاه پدافند هوایی خاتم‌الانبیا آجا که در این ساختار سازمانی هدایت و کنترل عملیاتی یگان‌های پدافند هوایی نیروهای مسلح ایران را برعهده داشت، در دهم شهریور ماه سال ۱۳۸۷ برابر دستور فرمانده کل نیروهای مسلح، با مأموریت دفاع از هوا و فضای کشور ایران در مقابل تهدید هوایی و با ساختاری متفاوت سازماندهی و تقویت گردید. بعدها این روز، به عنوان «روز پدافند هوایی» شناخته شد.
در ساختار تشکیلاتی جدید با تحویل گرفتن کامل یگان‌های پدافند هوایی نیروی هوایی و اعمال فرماندهی کامل بر یگان‌های مذکور، با در اختیار گرفتن فرماندهی اطلاعات و شناسایی، شبکه راداری، موشکی، توپخانه‌ای، دیده‌بانی و سامانه‌های پشتیبانی رزمی و عمومی یگان‌های مذکور، از طریق سامانه فرماندهی و کنترل پدافند هوایی (ADOC -SOC -CRC -CP) مسئولیت کنترل عملیات هوایی ایران را برعهده داشته و کلیه جنگ‌افزارها و یگان‌های پدافند هوایی سپاه پاسداران و ارتش ایران نیز تحت فرمان عملیاتی قرارگاه پدافند هوایی قرار داشتند.
در خرداد ۱۳۹۸ نیروی پدافند هوایی ارتش از قرارگاه خاتم‌الانبیا آجا جدا شد و این قرارگاه مانند گذشته مسئولیت هماهنگی و بهره‌برداری از فعالیت‌های پدافند هوایی کلیه نیروهای مسلح ایران و کنترل شبکه یکپارچه فرماندهی پدافند هوایی ایران را برعهده گرفت.

## مناطق پدافند هوایی
- منطقه پدافند هوایی شمال - تهران
- منطقه پدافند هوایی شمال شرق - مشهد
- منطقه پدافند هوایی شرق - بیرجند
- منطقه پدافند هوایی جنوب شرق - بندرعباس
- منطقه پدافند هوایی جنوب - بوشهر
- منطقه پدافند هوایی جنوب غرب - امیدیه
- منطقه پدافند هوایی مرکز - اصفهان
- منطقه پدافند هوایی غرب - همدان
- منطقه پدافند هوایی شمال غرب - تبریز[۱۳]

## فرماندهان
اولین فرمانده این قرارگاه پس از قرار گرفتن زیر نظر ارتش جمهوری اسلامی ایران، سرتیپ خلبان احمد میقانی بود.
در تاریخ ۵ بهمن ۱۳۸۹ سرتیپ فرزاد اسماعیلی از سوی فرمانده کل ارتش ایران به فرماندهی این قرارگاه منصوب شد. وی در زمان انتصاب با ۳۹ سال سن یکی از جوان‌ترین فرماندهان در نیروهای مسلح ایران بوده است.
در تاریخ ۷ خرداد ۱۳۹۷ طی حکمی از سوی سید علی خامنه‌ای، سرتیپ علیرضا صباحی‌فرد به‌عنوان فرمانده این قرارگاه منصوب شد. وی برای مدت یک سال در این جایگاه فعالیت نمود.
رهبر جمهوری اسلامی ایران در هفتم خرداد ۱۳۹۸ سرلشکر سید عبدالرحیم موسوی را با حفظ سمت فرماندهی کل ارتش، به فرماندهی این قرارگاه منصوب کرد. موسوی تا سال ۱۴۰۰ فرمانده قرارگاه پدافند هوایی خاتم‌الانبیا بود.
سید علی خامنه‌ای در ۸ اردیبهشت ۱۴۰۰ طی حکمی سرتیپ قادر رحیم‌زاده را به سمت فرماندهی قرارگاه مشترک پدافند هوایی خاتم‌الانبیاء منصوب کرد. وی تا سال ۱۴۰۳ در این جایگاه فعالیت کرد.
در ۱۶ بهمن ۱۴۰۳ طی حکمی سرتیپ علیرضا صباحی‌فرد با حفظ سمت فرماندهی نیروی پدافند هوایی ارتش، از سوی رهبر جمهوری اسلامی به‌عنوان فرمانده قرارگاه مشترک پدافند هوایی خاتم‌الانبیاء منصوب شد.